# Canton de Saint-Didier-en-Velay
Le canton de Saint-Didier-en-Velay est une ancienne division administrative française, située dans le département de la Haute-Loire en région Auvergne.

## Composition
Le canton de Saint-Didier-en-Velay groupait sept communes :
- Pont-Salomon (Pont-Salamon) : 1 788 habitants
- Saint-Didier-en-Velay (Saint Didier) : 3 302 habitants
- Saint-Ferréol-d'Auroure (Saint Ferreòl) : 2 182 habitants
- Saint-Just-Malmont : 4 166 habitants
- Saint-Romain-Lachalm (Saint Romain) : 995 habitants
- Saint-Victor-Malescours (Saint Victor de Malescourt) : 742 habitants
- La Séauve-sur-Semène (La Seauve) : 1 262 habitants

## Histoire
Le canton s'appelait auparavant Saint-Didier-la-Séauve.
Il a été supprimé en mars 2015 à la suite du redécoupage des cantons du département :
- les communes de Pont-Salomon, Saint-Ferréol-d'Auroure et Saint-Just-Malmont sont rattachées au canton d'Aurec-sur-Loire ;
- Saint-Romain-Lachalm au canton de Boutières ;
- Saint-Didier-en-Velay, Saint-Victor-Malescours et La Séauve-sur-Semène au canton des Deux Rivières et Vallées.

## Représentation

### Conseillers généraux de 1833 à 2015
| Période               | Identité                                                                    | Parti                     | Qualité |
| --------------------- | --------------------------------------------------------------------------- | ------------------------- | --- |
| 1833-1852 (décès)     | Marquis Henry Jacques Hilaire Jean François Régis Saignard de La Fressange, | Majorité gouvernementale  | Ancien chef d'escadron Propriétaire, maire de Saint-Didier-la-Séauve Député (1837-1848)                        |
| 1852-1864             | Théodore de Véron de Lacombe (1818-1879)                                    |                           | Négociant Maire de Saint-Didier-la-Séauve                                                                      |
| 1864-1871             | Jean-Baptiste Duplay (1806-1872)                                            |                           | Négociant, propriétaire à Saint-Just-Malmont                                                                   |
| 1871-1889 (décès)     | Fleury Binachon                                                             | Républicain               | Maître de forges, et directeur des mines de Pont-Salomon Député (1879-1881 et 1885-1889) Maire de Pont-Salomon |
| 1889-1895             | François Taix                                                               | Républicain               | Officier délégué, Saint-Didier-la-Séauve                                                                       |
| 1895-1912 (décès)     | Joannès Binachon (1841-1912, fils de F.Binachon)                            | Républicain               | Industriel Maire de Pont-Salomon                                                                               |
| 1913-1919             | Régis Martin                                                                |                           | Industriel Maire de Pont-Salomon                                                                               |
| 1919-1925             | François Rozas                                                              | Conservateur              | Industriel Maire de Saint-Ferréol-d'Auroure (1919-1935)                                                        |
| 1925-1931             | Émile Thomas                                                                | Conservateur              | Notaire à Saint-Didier-en-Velay                                                                                |
| 1931-1938 (décès)     | Régis Martin-Binachon                                                       | Républicain               | Industriel Maire de Pont-Salomon Sénateur (1924-1938)                                                          |
| 1938-1940             | Jean Martin-Binachon (1898-1949, fils du précédent)                         | RG                        | Capitaine de frégate Maire de Pont-Salomon Nommé conseiller départemental en 1942                              |
|                       |                                                                             |                           | |
| 1945-1964             | Robert Bouvard                                                              | CNIP                      | Ingénieur, industriel Maire d'Aurec-sur-Loire Sénateur (1959-1974) Président du Conseil Général (1949-1964)    |
| 1964-1974 (démission) | Régis Vidal                                                                 | RI                        | Fabricant de rubans Maire de Saint-Didier-en-Velay (1959-1977)                                                 |
| 1975-1998 (démission) | Régis Ploton                                                                | DVD puis UDF-CDS puis DVD | Agriculteur Sénateur (1996-1998) Maire de Saint-Didier-en-Velay (1977-1989)                                    |
| 1998-2015             | Michel Driot                                                                | DVD                       | Assureur Maire de Saint-Didier-en-Velay (1989-2002) Vice-président du Conseil général                          |

### Conseillers d'arrondissement (de 1833 à 1940)
Le canton de Saint-Didier avait deux conseillers d'arrondissement (jusqu'en 1919).
| Période                                  | Période | Identité                         | Étiquette       | Qualité |
| ---------------------------------------- | ------- | -------------------------------- | --------------- | --- |
| 1833                                     | 1848    | M. Massardier                    |                 | Propriétaire à Saint-Victor                                                                                 |
| 1833                                     | 1836    | M. Terme                         |                 | Notaire à Saint-Didier                                                                                      |
| 1836                                     | 1848    | Jean Gabriel Chemain (1791-1877) |                 | Notaire à Saint-Didier                                                                                      |
|                                          |         |                                  |                 | |
|                                          | 1931    | Jean Martin-Binachon             | Républicain     | Capitaine de frégate, propriétaire à Pont-Salomon                                                           |
| 1931                                     | 1940    | François Brun (1876-1945)        |                 | Négociant en vins, maire de Saint-Just-Malmont                                                              |
| 1934                                     | 1940    | M. Fayard                        | Union nationale | Propriétaire à Saint-Didier                                                                                 |
| 1940                                     |         |                                  |                 | Les conseils d'arrondissement ont été suspendus par la loi du 12 octobre 1940 et n'ont jamais été réactivés |
| Les données manquantes sont à compléter. |         |                                  |                 | |

## Démographie
| 1962  | 1968  | 1975  | 1982   | 1990   | 1999   | 2006   | 2011   | 2012   |
| ----- | ----- | ----- | ------ | ------ | ------ | ------ | ------ | ------ |
| 9 248 | 9 439 | 9 139 | 10 079 | 12 046 | 13 157 | 14 307 | 15 189 | 15 359 |